# سبايك وتايك (سلسلة أفلام)
سبايك وتايك (بالإنجليزية: Spike and Tyke)‏، هي سلسلة حلقات رسوم متحركة أمريكيّة غير مكتملة من إنتاج شركة مترو غولدوين ماير لإنتاج الرسوم المتحركة بتنفيذ فريد كويمبي وإخراج كلاً من ويليام هانا وجوزيف باربيرا. تم إنتاج السلسلة في 1956 وتم إصدار الحلقة الأولى في مارس عام 1957.

## الشخصيات
- سبايك: كلب رمادي اللون من سلالة البلدوغ، يتّصف بالقوة الجسدية وسرعة الغضب ويقوم برعاية جروه الصغير «تايك» الذي يحبه كثيرا ولا يحب أن يلمسه أحد.
- تايك: جرو صغير ابن الكلب «سبايك»، وهو كلب لطيف وبريء ولعوب، كما أنه ساذج وفضولي ويحب أن يقلد اباه دائما.
- باتش: قط أسود اللون ظهر في حلقة قطط السْكات كقط منزلي سيء الطباع ومعادٍ لسبايك الذي يعيش معه في نفس المنزل.
- لايتنيغ: قط برتقالي اللون ظهر في حلقة قطط السْكات كقط شارد وظهر كصديق لـ«باتش».
- توبسي: قط اسكتلدني رمادي قصير ظهر في حلقة قطط السْكات كقط شارد وأحد أفراد ثلاثي جماعة «لايتنيغ» المتشردة أصدقاء «باتش».
- ميثيد: قط بني ظهر في حلقة قطط السْكات كقط شارد وأحد أفراد ثلاثي جماعة «لايتنيغ» المتشردة أصدقاء «باتش».
- الكلب البرتقالي: ظهر في حلقة هات وتايك، ككلب شارد يحاول الإفلات من صائد الكلاب.
- صائد الكلاب: شخصية إنسان ظهر في حلقة هات وتايك، يقوم بصيد الكلاب الغير مرخصة من الشوارع.

معظم الشخصيات التي ظهرت في السلسلة هي ضمن شخصيات سلسلة توم وجيري، إلا أن لم يتم ظهور توم القط ولا جيري الفأر خلال الحلقتين التي طُرِحا في سلسلة سبايك وتايك.

## قائمة الحلقات
لم يتم إصدار حلقات من السلسة سوى حلقتين فقط بسبب إغلاق استوديو مترو غولدوين ماير إنتاج الرسوم المتحركة في نفس العام الذي صدر فيه الحلقتين اللاتي تم طرحهما.

### الحلقات
| # | تاريخ الإصدار | عنوان الحلقة  | العنوان بالترجمة العربية | الشخصيات                                      | ملخص الحلقة |
| - | ------------- | ------------- | ------------------------ | --------------------------------------------- | --- |
| 1 | 29 مارس 1957  | Give and Tyke | هات وتايك                | • سبايك وتايك • الكلب البرتقالي • صائد الكلاب | يتم إصدار قرار حكومي بجمع الكلاب الذين ليس لديهم ترخيص، ويحاول "الكلب البرتقالي الشارد" سرقة طوق الترخيص من "تايك" للنجاة من قبضة "صائد الكلاب"، فيقوم"سبايك" بمطاردته.                                                                                |
| 2 | 26 يوليو 1957 | Scat Cats     | قطط السْكات               | • سبايك وتايك • باتش القط • لايتنيغ وأصدقائه  | يظهر "باتش" كقط منزلي في نفس منزل "سبايك" ويخرج "صاحب المنزل" وأسرته من البيت ويوصي سبايك قبل أن يخرج بحماية المنزل في غيابه وعدم إدخال أحد، ويقوم باتش بدعوة "لايتنيغ" وأصدقائه المشردين للدخول، فيحاولوا الدخول بطرق عديدة ولم يفلحوا من خداع سبايك. |